# Черепашинці (зупинний пункт)
Черепаши́нці — пасажирський залізничний зупинний пункт Жмеринської дирекції Південно-Західної залізниці на лінії Козятин I — Жмеринка між станціями Голендри (7 км) та Гулівці (5 км). Розташований неподалік села Черепашинці Хмільницького району Вінницької області.
Відстань до станції Козятин I — 28 км, до станції Вінниця — 36 км.

## Історія
Зупинний пункт відкритий 1954 року, як блокпост Черепашинці..